# 八达岭国家森林公园
40°20′39″N 116°01′46″E / 40.344219°N 116.029422°E
八达岭国家森林公园位于北京市延庆区，地处八达岭长城和居庸关长城之间，总面积2940公顷（29.4平方公里），平均海拔750米，最高峰1238米。

## 概况

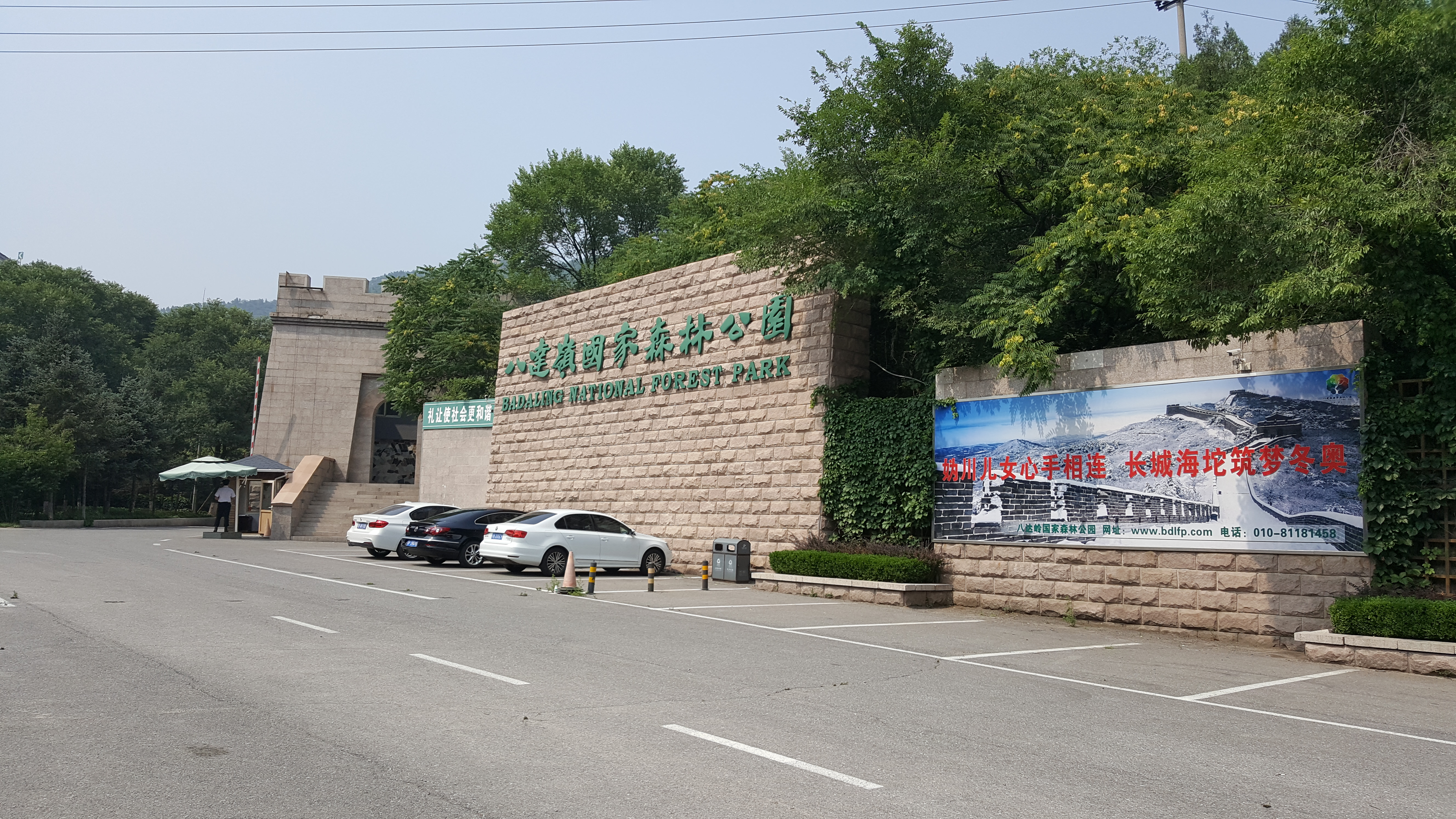
八达岭国家森林公园大门

八达岭国家森林公园分布有植物539种、 动物158种、林木绿化率达到96%，为中国首家通过FSC国际认证的生态公益林区。

## 主要景区

### 红叶岭景区
红叶岭景区在每年秋季为红叶的最佳观赏期，由于海拔高，气温低，这里的红叶比北京市区的红叶更早变红。

### 丁香谷景区
丁香谷景区内分布有华北地区最大的天然暴马丁香林，每年6月起进入最佳观赏期。

### 青龙谷景区
青龙谷景区为八达岭国家森林公园最大的景区。